# チンチラ
チンチラ (Chinchilla lanigera) は、齧歯目チンチラ科チンチラ属に分類される齧歯類。

## 分布・名前
チリ固有種。
名前は、食用や毛皮のためにチンチラを狩猟していた南米現地民のチンチャ族から名付けられた。チンチャ族は、インカ人に征服されたのち、肌触りの良いチンチラの毛皮はインカの王族へ献上するようになった。

## 形態
体長25 - 30センチメートル。尾長17 - 18センチメートル。体重420 - 700グラム。尾は長い。毛衣は銀灰色。

## 生態
標高400 - 1,650メートルの地域に生息する。山地の岩場にオス、メスと子どもが集まり集団生活をしている。
食性は植物食で、草本、木本の根、コケなどを食べる。捕食者はクルペオギツネやフクロウ類Bubo magellanicusが挙げられる。
妊娠期間は111日。1回に1 - 6匹（主に2 - 3匹）の幼獣を産む。野生下での寿命は6年の例がある。飼育下での寿命は15年で、20年以上に達することもある。

## 人間との関係
薪用の森林伐採・鉱石用の採掘・放牧による生息地の破壊、毛皮用の狩猟などにより生息数は減少している。

### ペットとしてのチンチラ
ペットとして飼育されることもある。
複数匹を同時飼育する際には命に関わるほどの喧嘩をする場合がある。また、威嚇のために、コメのぬかのような臭いを出し、さらに人間には害はないがメスは威嚇のために後ろ足で立ち、尿を飛ばす。オスも同じく尿を飛ばすが、メスの方が多い傾向にある。
オスよりメスの方が体も大きく気が強い傾向がある。
正しく飼育された健康なチンチラは10-15年、長ければ20年ほども生きる。リチャード・ゴリス飼育下のチンチラの一匹は25歳半まで生きたとされている。また27歳まで生きた例もある。ギネス記録では、29歳229日である。チンチラはめったに病気をしないが、いざ病気となった際にチンチラを診察できる獣医師は少なく、診察を断られることも多いため事前に探しておくのが望ましい。

### 飼育環境
ペットショップではかなり早い時期から売られているが3か月位で迎えるのがベストとされる。親の乳を与えられた仔と直ぐ親から離された仔では免疫力の差が大きい。また幼いうちから飼い始めたからといって懐きやすいとは限らない。懐くかどうかは個体差が大きい。
湿気と温度変化に弱く、チンチラにとって毒となるような野草であっても無警戒に口にすることがあるため、屋内飼育が基本とされる。しかしチンチラは運動能力が高く、体長20 cmほどのチンチラであっても、走る速度は人間の歩く速度より遥かに速い。加えて成長したチンチラのジャンプは高さ1 m前後にも達するため、狭いケージに囲っての飼育には向かない。ケージ内だけではチンチラが必要とする運動量をまかなえないと感じるなら、飼い主の生活する室内にチンチラを放して散歩させることができる。ただし、木製やプラスチック製の家具、本、壁紙、電気のコード類を好んで齧り破壊する。
ケージ内に回し車や齧り木を取り付けることで、チンチラのストレスをある程度解消してやることができる。回し車はチンチラの背骨に負担をかけないよう、直径30 cm以上のものが望ましい。
複数のチンチラを同時に飼育する場合、特に複数のオスを同時に飼育する場合は、チンチラ同士の喧嘩を警戒する必要がある。喧嘩の程度や頻度は予想がつかないため、一匹につきひとつのケージを用意し、普段はそれぞれの個体を別のケージに分けて飼育するのが望ましい。同性の親子や、仲のよいオスメスのカップルは、喧嘩することなく一つのケージで暮らすことができる場合もある。しかし、怪我や病気の際の隔離、連続妊娠（チンチラは出産と同時に妊娠可能であるため、出産の前後はオスメスのペアを別にしないと、出産で体力の落ちたメスが間断なく妊娠してしまう危険がある）の回避のためなどには、やはり個別のケージが必要となる。
基本的には夜行性であり、就寝中もわずかな物音で目を覚ますため、昼間は静かな環境が必要である。一方、夜は活発に活動する。なお、中には飼い主の生活サイクルに合わせて活動するチンチラもいるようである。
睡眠時間は1日23時間ほどにもなるが、短いサイクルでの睡眠と覚醒を繰り返し、完全に安心しきっている環境以外では、熟睡することはあまりない。
体毛にはラノリンが分泌されるので、それを落とすために定期的な砂浴びが必要である。放置すると毛が固まってヘアーボールを作り、皮膚疾患や毛を飲み込んでの毛球症の原因となる。
乾燥した環境を好み、飼育時の温度は22℃程度、湿度は40%以下が適しているとされる。高温にも低温にも弱く、温度管理は重要である。26℃を超えたあたりから熱射病にかかる危険が発生し、18℃以下や冷房の風が直接あたるような寒すぎる環境では肺炎にかかる危険があり、ともに致命的である。適温については諸説あるが、いずれにしても夏は高温多湿、冬は氷点下まで気温が下がることのある日本の気候の下での飼育には、冷暖房の適切な使用が必須と考えられている。

### 交配
交配する際に注意を要する場合がある。雌は4か月くらいから成熟期になるが妊娠するにはまだ早過ぎる。9か月以上550グラム以上でないといけない。
交配する時は必ず雄が雌より小さいことと血筋を確認し、#不正咬合、毛を噛んだりしないか遺伝病を持っていないか、致死遺伝でないか、近親交配になっていないか、劣性遺伝子同士でないかも調べる必要がある。絶対に交配してはいけない組み合わせは、ブラウンベルベットとブラックベルベット、ピンクホワイトとモザイク、バイオレットとバイオレットである（劣性遺伝子同士）。逆に、丈夫な子が生まれるのはスタンダードグレーが家系に沢山居ることである。ミューテーションを交配する時、その家系のどちらかの親又は祖父か祖母に純粋なスタンダードグレーが入る事が血統のいいチンチラである。純粋なスタンダードグレーとは、7世代にわたって血筋が100%スタンダードグレーのもので、これはブリーダーにとっては金とも言える。逆にミューテーションは生まれた時点ですでに弱い遺伝子なので、カラー同士交配重ねるごとに遺伝子は弱くなりチンチラは小型化していくため、交配する時は厳しく選別する必要がある。

### 餌
餌にはチモシー（オオアワガエリ）などのイネ科の牧草を主食として、アルファルファ（ムラサキウマゴヤシ）やチンチラ用に調合されたペレット類を副食として与える。粗食によく耐える生態であり、成長期と妊娠中を除けば、高カロリー高栄養な餌を与える必要はほとんどない。
チンチラには胆嚢があるが完全草食動物のため脂肪の分解能力に劣る。このため、高脂質な場合が多いウサギ、モルモット、ハムスター用の餌などは代用にならない。また、ウサギ同様切歯も臼歯も生涯伸び続けるので、牧草のように歯を使い、飲み下すまでに十分な咀嚼が必要で、量を摂取できる餌を主食としないと、不正咬合のリスクが高まる。

#### おやつ
一般に知られる齧歯類の食の好みとは異なり、チンチラは生の野菜や果物に興味を示さない場合が多い。通常与える餌としてはあまり向かないが、乾燥させたものは概ね喜んで食べるため、これらを少量「おやつ」として与えることができる。
必要性の是非はともかく、チンチラは甘いものが大好きである。油や塩分、他添加物を避ける意味から、人間用に加糖や調理されていない、ごく少量のドライフルーツ類を「おやつ」として与えることは、チンチラのしつけや、コミュニケーションを取るための手段として利用できる。具体的には、マンゴー、パイナップル、バナナ、レーズンなどが定番である。
チンチラは容易に偏食するので、嗜好性の高い「おやつ」を与え過ぎると、普通の餌をあまり食べなくなってしまうようになり、間接的に不正咬合発症のリスクを増やすことになる。また、栄養の偏りによる脂肪肝をはじめとする内臓疾患や、極端な例では甘いおやつの与え過ぎが歯のう食（虫歯）を引き起こす原因となることもある。そのため、こういったおやつ類は極力与えない方が良い。与えるのはただの飼い主の自己満足である。市販に売っている「ラクトバイト」という薬のような液を好むチンチラもいる。

### 代表的な疾病

#### 不正咬合
不正咬合の発症は、主に普段の食事内容が原因と考えられている。小動物の不正咬合は治療が難しく、摂食障害や口内にできてしまった傷からの感染症に発展する、命に関わる深刻な病気だが、発覚した時点ではほとんど取り返しがつかない状態まで進行してしまっている場合が多いため、日々の観察と食事の管理は非常に重要である。なお、食生活に問題がなくとも、先天的に不正咬合を発症しやすいチンチラがいることが報告されている。性質が遺伝すると考えられているため、そのようなチンチラは繁殖させないことが推奨される。
運よく程度の軽い初期のうちに発見できた場合は、食餌療法での回復も期待できる。しかし、重篤な場合は歯を削ったり、抜歯するなどの外科的な処置が必要となる。これらの処置はチンチラにとって大きなストレスであり、成功率も高くはない上、成功して以降も大抵は定期的に歯を削り続ける必要があるため、飼い主にとっても非常に大きな負担となる。

### 致死遺伝子
チンチラには致死遺伝子が存在し、ベルベット同士又はホワイト同士を交配すると25%がホモ接合型の遺伝子となり流産・死産になる。
従ってベルベットとホワイト又はチンチラの濃い色のミューテーション ショコラ又はエクストラダークエボニーと決して交配してはいけない。ベルベットの遺伝子は濃い色のミューテーション に目で見極められなくベルベットであるか分からないので、ホワイトの遺伝子は不完全優先遺伝子のためベルベットの遺伝子が多くの場合見つけられない（隠れて遺伝子として存在している事がある）。
血筋が分かっている場合は交配可能である。チンチラに2つのベルベットの遺伝子又はホワイトの遺伝子があると遺伝子型として生きられない。その結果メスにはホモ接合型の赤ちゃんは生きられないので子宮の中で死亡して流産になりえる。流産が出血を引き起こし低体温症になり、手当てが遅れると死に至る。子宮の中で死んだ仔が排出できない石児になる。石児を外に出すには帝王切開しか手段がなく、メスの生命に危険を及ぼす。もし仔が石児している事に気づかなかったら敗血症になり死亡する危険性がある。
交配は遊びではなく、気軽にする事ではない。チンチラの各種類を守るため、カップルにするにはしっかり勉強し厳しく念入りにセレクションしなければいけない。